# Kennel Club of India
The Kennel Club of India (KCI) är Indiens nationella kennelklubb som är en av medlemsorganisationerna i den internationella kennelfederationen Fédération Cynologique Internationale (FCI). Den är de indiska hundägarnas intresse- och riksorganisation och för nationell stambok över hundraser. Organisationen grundades 1978.